# Jeffrey Sharkey
Jeffrey Sharkey (Newark (Delaware), 1965) is een Amerikaans componist, muziekpedagoog, dirigent en pianist.

## Levensloop
Sharkey kreeg eerste pianolessen bij Jeannette Woodhouse en studeerde later bij Mildred Gaddis en Leon Bates aan de Universiteit van Delaware in Newark (Delaware). Dan wisselde hij aan de Boston School of Music in Boston. Aansluitend studeerde hij piano en compositie bij John Browning en Constance Keene aan de Manhattan School of Music in New York en behaalde in 1986 zijn Bachelor of Music. Verder studeerde hij aan de Yale-universiteit in New Haven (Connecticut), piano bij Peter Frankl en Boris Berman en compositie bij Aaron Copland en John Corigliano. Aldaar behaalde hij in 1988 zijn Master of Music in compositie. In 1989 promoveerde hij aan de Universiteit van Cambridge bij Robin Holloway tot Ph.D. (Philosophiæ Doctor). Verder studeerde hij in masterclasses op de vooraanstaande festivals in de Verenigde Staten, zoals het Tanglewood Music Festival in Tanglewood en het Aspen Music Festival and School in Aspen.
Sharkey was een medeoprichter van het "Pirasti Piano Trio", die cd-opnames gemaakt hebben bij het label ASV Records en concertrijzen door het Verenigd Koninkrijk en de Verenigde Staten organiseerden. Hij verzorgde piano recitals in de hele Verenigde Staten. In 1986 won hij de J.C.C. Competition en de Delaware Artists in Recital prize voor pianisten. Terug in de Verenigde Staten was hij lid van het Trio Zannetti en gaf regelmatig recitals en  concerten met leden van het Cleveland Orchestra en van de faculteit van het Cleveland Institute of Music.
Sharkey was hoofd van de composite en afdeling academische muziek aan de Wells Cathedral School in Wells (Somerset) in het Verenigd Koninkrijk van 1990 tot 1996. Van 1996 tot 2001 was hij directeur van de Purcell School in Londen. Aansluitend werd hij decaan aan het Cleveland Institute of Music in Cleveland (Ohio). In deze functie was hij van 2001 tot 2006. Van 1 oktober 2006 tot de zomer van 2013 was hij directeur van het gerenommeerde Peabody Institute of the Johns Hopkins University in Baltimore (Maryland). In 2013 gaf hij aan geen nieuwe termijn in het Peabody Institute te ambiëren. Hij bleef evenwel nog enige tijd aan om een opvolger te kunnen selecteren.  In september 2014 werd hij dan de nieuwe principal van het Royal Conservatoire of Scotland.
Als componist heeft hij verschillende prijzen gewonnen, zoals in 1986 de 1e prijs van de American Symphony Orchestra league Competition en anderen. Meerdere werken gingen in première met het St. Louis Symphony Orchestra onder leiding van Leonard Slatkin.
Sharkey huwde de celliste Alison Wells met wie hij drie dochters heeft.

## Composities (uittreksel)

### Werken voor orkest
- String Overture, voor strijkorkest

### Werken voor harmonieorkest
- 1988 Windance, voor harmonieorkest

### Werken voor slagwerk
- 1991 Toccata, voor marimba